# Pikkusaaret (ö i Norra Österbotten, Koillismaa)
Pikkusaaret är en ö i Finland. Den ligger i sjön Yli-Kitka och i kommunen Kuusamo i den ekonomiska regionen  Koillismaa ekonomiska region  och landskapet Norra Österbotten, i den nordöstra delen av landet, 700 km norr om huvudstaden Helsingfors. Öns area är 1,7 hektar och dess största längd är 270 meter i öst-västlig riktning.  Notera att namnet antyder att det är fråga om flera öar.